# Eleições municipais no Brasil em 1992
As eleições municipais no Brasil em 1992 foram deflagradas no governo Fernando Collor, porém o processo de impeachment movido contra o presidente da República fez com que ocorressem sob Itamar Franco. Foram as primeiras eleições municipais realizadas em dois turnos, no Brasil.  O primeiro turno aconteceu em  3 de outubro (sábado), e o segundo turno em 15 de novembro (domingo). As eleições foram marcadas pelo retorno de conhecidos políticos  ao poder, tanto nas capitais como no interior dos Estados. Seus mandatos começariam em 1º de janeiro de 1993, terminando em 31 de dezembro de 1996.

## Prefeitos eleitos em 1992
Disputadas sob o impacto do movimento Fora Collor que resultaria na queda do presidente da República, as eleições foram benéficas para a esquerda que conquistou doze capitais, entretanto as vertentes conservadoras preservaram zonas de influência sobretudo com a vitória de Paulo Maluf em São Paulo em sua primeiro êxito eleitoral em dez anos naquela que foi a última porfia do PDS. Desgastado pelo exercício do poder durante o governo de José Sarney e abalado com a morte de Ulysses Guimarães, o PMDB venceu apenas em capitais onde fazia oposição aos governadores, embora número tão diminuto tenha sido compensado com a eleição de César Maia no Rio de Janeiro. As urnas fizeram triunfar cinco dos prefeitos de capitais vitoriosos em 1985, bem como reabilitou dois governadores da geração 1986. Foi realizada a primeira eleição em Palmas, capital tocantinense. Ao final o PMDB fez um terço (1605) das prefeituras, número superior ao obtido pela soma do PFL (965) com o PDS (363).
| Bandeira | Cidade         | UF | Prefeito                    | Partido | Vice-prefeito                      | Partido do vice |
| -------- | -------------- | -- | --------------------------- | ------- | ---------------------------------- | --------------- |
|          | Aracaju        | SE | Jackson Barreto             | PDT     | José Almeida Lima                  | PDT             |
|          | Belém          | PA | Hélio Gueiros               | PFL     | Aldebaro Klautau                   |                 |
|          | Belo Horizonte | MG | Patrus Ananias              | PT      | Célio de Castro                    | PSB             |
|          | Boa Vista      | RR | Teresa Surita (Teresa Jucá) | PDS     | Getúlio Cruz                       | PSDB            |
|          | Campo Grande   | MS | Juvêncio Fonseca            | PMDB    | Heráclito Figueiredo               | PDS             |
|          | Cuiabá         | MT | Dante de Oliveira           | PDT     | José Meirelles                     | PSDB            |
|          | Curitiba       | PR | Rafael Greca                | PDT     | José Carlos Carvalho (Carvalhinho) | PTB             |
|          | Florianópolis  | SC | Sérgio Grando               | PPS     | Afrânio Boppré                     | PT              |
|          | Fortaleza      | CE | Antônio Cambraia            | PMDB    | Marcelo Teixeira                   | PMDB            |
|          | Goiânia        | GO | Darci Accorsi               | PT      | Jovair Arantes                     | PSDB            |
|          | João Pessoa    | PB | Chico Franca                | PDT     |                                    |                 |
|          | Macapá         | AP | Papaléo Paes                | PSDB    | Cláudio Pinho                      | PSB             |
|          | Maceió         | AL | Ronaldo Lessa               | PSB     | Heloísa Helena                     | PT              |
|          | Manaus         | AM | Amazonino Mendes            | PDC     | Eduardo Braga                      | PDC             |
|          | Natal          | RN | Aldo Tinoco                 | PSB     | Eveline Guerra                     | PCdoB           |
|          | Palmas         | TO | Eduardo Siqueira Campos     | PDC     | Mariza Sales Coelho                | PFL             |
|          | Porto Alegre   | RS | Tarso Genro                 | PT      | Raul Pont                          | PT              |
|          | Porto Velho    | RO | José Guedes                 | PSDB    | Cláudio Carvalho                   | PSDB            |
|          | Recife         | PE | Jarbas Vasconcelos          | PMDB    | Sílvio Pessoa de Carvalho          | PSDB            |
|          | Rio Branco     | AC | Jorge Viana                 | PT      | Regina Lino                        | PSDB            |
|          | Rio de Janeiro | RJ | César Maia                  | PMDB    | Gilberto Ramos                     | PL              |
|          | Salvador       | BA | Lídice da Mata              | PSDB    | Beth Wagner                        | PPS             |
|          | São Luís       | MA | Conceição Andrade           | PSB     | Aziz Santos                        | PDT             |
|          | São Paulo      | SP | Paulo Maluf                 | PDS     | Sólon Borges dos Reis              | PTB             |
|          | Teresina       | PI | Wall Ferraz                 | PSDB    | Francisco Gerardo                  | PSDB            |
|          | Vitória        | ES | Paulo Hartung               | PSDB    | João Antônio                       | PSDB            |